# Эванс, Натали
Натали Джессика Эванс, баронесса Эванс Бауэс-Паркская (англ. Natalie Jessica Evans, Baroness Evans of Bowes Park; род. 29 ноября 1975) — британская женщина-политик, лидер Палаты лордов и Лорд-хранитель Малой печати в первом и втором кабинетах Терезы Мэй (2016—2019), в первом и втором кабинетах Бориса Джонсона (2019—2022). Пожизненный пэр с 2014 года.

## Биография
Окончила женскую школу имени Генриетты Барнетт в Лондоне и Кембриджский университет.
Возглавляла политический отдел Британской торговой палаты, также являлась заместителем директора Исследовательского департамента Консервативной партии (CRD).
В мае 2010 года Консервативная партия поддержала на выборах в лондонском боро Харинги кандидатуру Натали Эванс, которая добивалась права стать одним из трёх членов совета района Баундз Грин. Получив 647 голосов, Эванс проиграла эти выборы.
Являлась заместителем директора аналитического центра Policy Exchange, связанного с Майклом Гоувом.
Будучи активисткой движения за развитие сети бесплатных государственных школ, не состоящих в подчинении местных властей (так называемые «free schools»), возглавляла благотворительную организацию New Schools Network, оказывающую консультативную и организационную поддержку инициаторам создания новых таких школ.
12 сентября 2014 года королевой Елизаветой II удостоена пожизненного пэрства Соединённого Королевства с титулом баронессы Эванс Бауэс-Паркской. Бауэс Парк — район в лондонском боро Харинги.
С 2015 года являлась парламентским организатором большинства в Палате лордов, в этот же период официально представляла прессе правительственные позиции в вопросах образования, юстиции, труда и пенсий.
14 июля 2016 года назначена лидером Палаты лордов и лордом-хранителем Малой печати в кабинете Терезы Мэй.
24 июля 2019 года сохранила должности при формировании правительства Бориса Джонсона.
6 сентября 2022 года при формировании правительства Лиз Трасс не получила никакого назначения.